# Прапор Охтирки
Пра́пор Охти́рки затверджений рішенням Охтирської міської ради.

## Опис
Прапор міста Охтирки є полотнищем, на якому зображені дві горизонтальні смуги різного кольору. Верхня смуга білого кольору і займає 2/3 частини поля стяга. На ній у лівому кутку зверху міститься герб міста. Висота герба дорівнює 1/3 висоти прапора. Нижня смуга зеленого кольору і займає 1/3 частини поля.
Білий та зелений кольори символізують єдність, духовність, молодість та безсмертність душі. До того ж ці кольори використовувалися ще на прапорах та в геральдиці Охтирського козацького полку.